# ساختمان شهرداری خوی
ساختمان شهرداری خوی مربوط به دوره پهلوی اول است و در خوی، مرکز شهر واقع شده و این اثر در تاریخ ۲ شهریور ۱۳۷۸ با شمارهٔ ثبت ۲۳۹۳ به‌عنوان یکی از آثار ملی ایران به ثبت رسیده است.
شهرداری خوی در سال ۱۳۰۷ هجری شمسی به دست استاد علی اکبر توانا (معمار مشهور خویی) در محل ساختمان قدیم شهرداری واقع در خیابان شهید صمدزاده (فعلی) تأسیس گردید. درفضای شهرداری قدیم صدها درخت اصله تبریزی تنومند وجود داشت. در گذشته به شهردار قدیم رئیس بلدیه شهر می‌گفتند و در زمان تاسیس۵ الی ۶ نفر کارگر روز مزد داشت. کوچه‌های شهر اکثراً خاکی بودند. در سال ۱۳۱۲ خیابان‌های اصلی شهر احداث شد (خیابان طالقانی و خیابان شریعتی) و در سال ۱۳۱۶تنها در چند محل از شهر آسفالت وجود داشت از ۱۳۳۰ سر آغاز آسفالت خیابانهای شهر بوده است. وظایف شهرداری در بدو تشکیل بیشتر نظافت و رفت روب شهر بوده است و در سال ۱۳۳۰، ۳۵ نفر کارمند و ۲۰ نفر کارگر داشته است.
شهرداری خوی در گذشته زیر نظر انجمن شهر فعالیت می‌کرد و بیشترین منابع تأمین درآمدی شهرداری، از محل دریافت عوارض بوده و به مسایل و امور آب، برق، نان، گوشت، بهداشت شهر با نظافت، رفت و روب (خدمات شهری) نیز نظارت داشته است. در سال ۱۳۰۷ شهر خوی دارای پنج دروازه ورودی بوده و در هر کدام از این دروازه‌ها عوارض ورود و خروج به شهرو کالاهای وارداتی، اجناس فروشی در میادین گندم، نمک، دواب عوارض دریافت می‌گردید. بعدها وظایف شهرداری توسعه یافته و اخذ عوارض از پروانه‌های ساختمانی و مغازه‌ها و سایر مجوزها از مردم نیز به منابع درآمدی شهرداری اضافه شد.

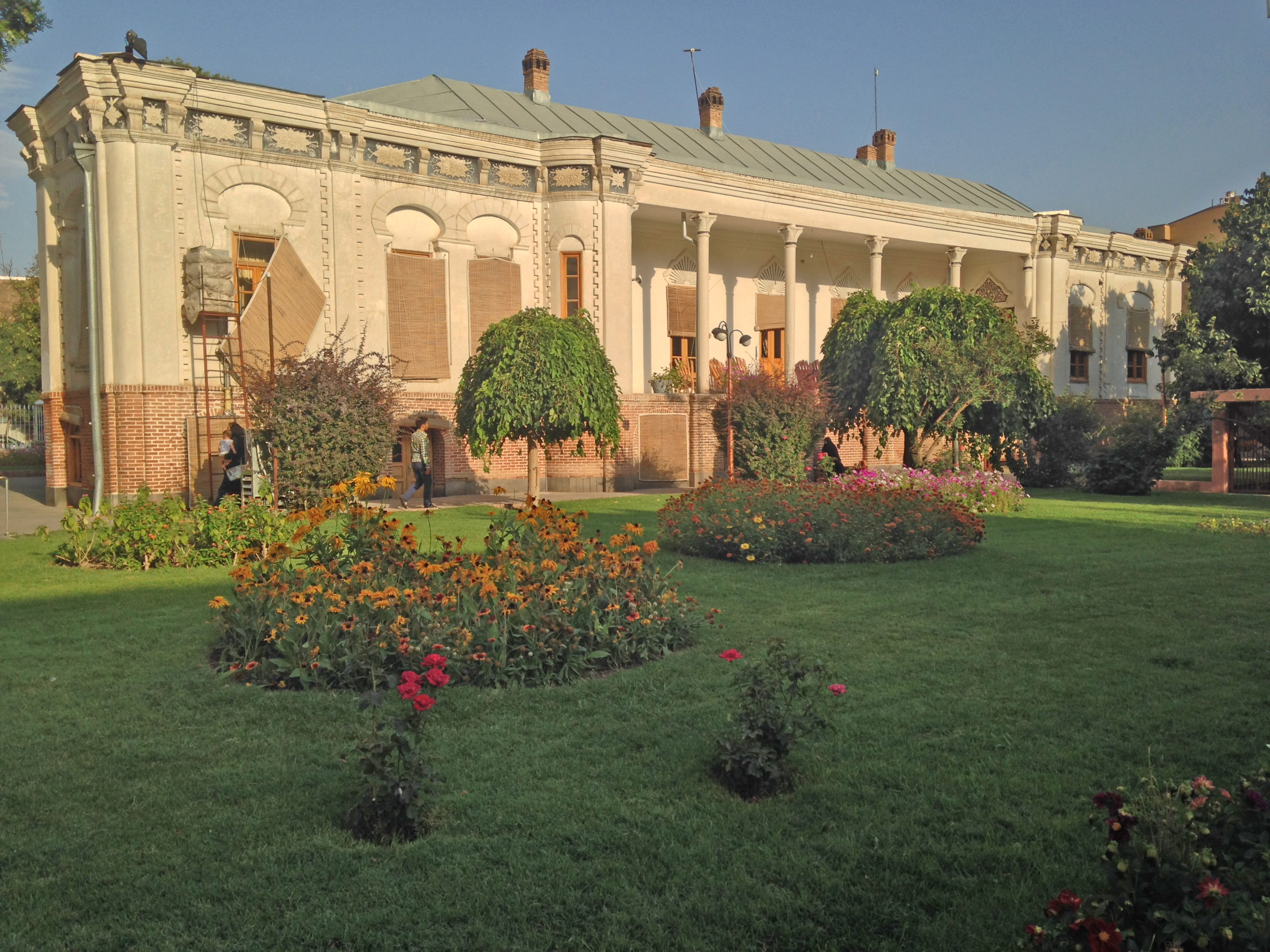
نمای پشت ساختمان شهرداری خوی

کاشتن درختان چنار از سال ۱۳۳۸ در شهر خوی آغاز شد و بیشتر آرامستانها مسیرگشائی شده و ورود حیوانات به شهر ممنوع شد. هم اینک شهرداری خوی با داشتن درجه ۱۰ به عنوان یکی از شهرداریهای فعال شمال غرب کشور به شمار رفته و دارای ۴ ناحیه و ۵ سازمان آتش‌نشانی، اتوبوسرانی، تاکسیرانی، سازمان پایانه‌ها و سازمان آرامستانها می‌باشد.